# Ekebäck

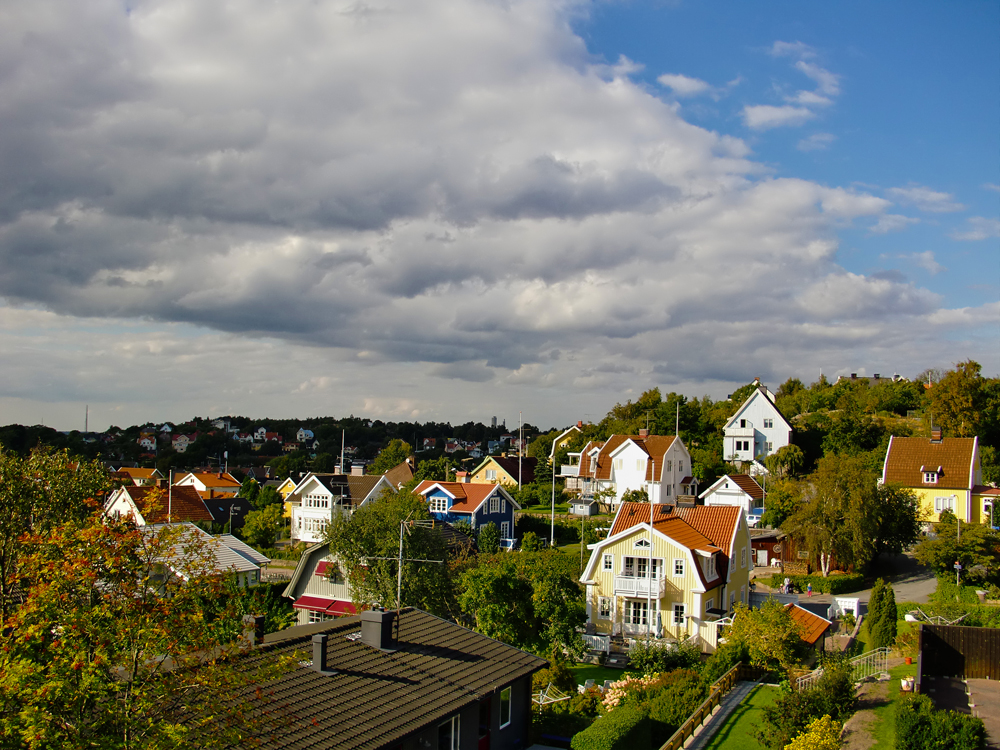
Ekebäck.

Ekebäck (Ekehöjd) är ett område i västra Göteborg, Sverige. Det gränsar till Kungssten, Majorna, Grimmered och Högsbohöjd. 
Hela området ligger på ett antal kullar med mycket tät bebyggelse. Genom sitt upphöjda läge i förhållande till kringliggande områden är Ekebäcksberget en populär destination för att blicka ut över Göteborg. I klart väder är det möjligt att skymta Vinga Fyr, belägen i Göteborgs södra hamninlopp.
I Ekebäck ligger ett antal dagis/förskolor och en stor låg-/mellanstadieskola, Dalaskolan. Dalaskolan har långa traditioner. Dess äldsta skolbyggnad är över hundra år. Numera används den som gymnastiksal.
I samband med 1980-talets babyboom blev området populärt för barnfamiljer. Närliggande Svetsaregatans - och Ringblommegatans förskolor kunde inte ta emot de växande barnkullarna varför man beslutade att utöka områdets dagisplatser genom att bygga Ängåsgatans daghem.  